# Костюхин, Евгений Алексеевич
Евгений Алексеевич Костюхин (23 февраля 1938, Верхняя Салда, Свердловская область — 4 января 2006, Санкт-Петербург) — советский и российский этнограф, литературовед, фольклорист. Доктор филологических наук (1988).

## Биография
Образование получил на русском отделении филологического факультета Московского государственного университета. Совершив несколько этнографических экспедиций, он становится фольклористом. В этих экспедициях вместе с Костюхиным принимали участие и другие студенты-филологи, что позже стали выдающимися учеными. Среди них Л. А. Астафьева, Бронислава Кербелите, Ю. А. Новиков, Ю. И. Смирнов. Учителем московских фольклористов была в то время Эрна Васильевна Померанцева (1899—1980) — знаток русской народной сказки, что и определило специальный интерес Костюхина к народным сказкам.
После университетского образования окончил аспирантуру при Казахском педагогическом институте имени Абая (1960—1963 годы). Впоследствии работал в педагогическом институте города Чимкента (1963—1966 годы), Казахском женском педагогическом институте (1966—1968 годы), Казахском педагогическом институте имени Абая (1968—1977 и 1980—1983 годы), в период 1977—1980 годов преподавал в педагогическом институте города Быдгощ, Польша.
Кандидатская диссертация, которую Костюхин защитил в 1969 году, была посвящена фольклорно-литературной традиции об Александре Македонском. В 1972 опубликовал свою первую книгу «Александр Македонский в литературной и фольклорной традиции», посвященную жизни и деяниям великого полководца, воплощённых в литературах разных народов Востока и Запада.
В 1983 Евгений Алексеевич Костюхин переехал в Ленинград. Преподавал в Ленинградском государственном педагогическом институте имени Герцена (ныне Российский государственный педагогический университет имени А. И. Герцена), сначала занимая должность доцента, затем профессора. Читал курсы преимущественно по русской словесности и теории литературы. В 1988 году защитил докторскую диссертацию на тему «Типы и формы животного эпоса». В июне 1989 года Костюхин стал ведущим научным сотрудником Института русской литературы РАН. В 1990-х годах подготовил к публикации несколько книг, в частности в 1997 году «Народные русские сказки не для печати, заветные пословицы и поговорки, собранные и обработанные А. Н. Афанасьевым. 1857—1862».
Последние 6 лет жизни боролся с болезнью, но не прекращал исследовательской работы. Умер 4 января 2006 года.
Похоронен на кладбище Памяти жертв 9 января в Санкт-Петербурге.

## Основные работы
- «Александр Македонский в литературной и фольклорной традиции», М., 1972;
- «Типы и формы животного эпоса», М., 1987;
- «Лекции по русскому фольклору», М., 2004.

Е. А. Костюхин подготовил классические сборники И. М. Снегирева («Русские народные пословицы и притчи», М., 1999) и Д. М. Садовникова («Сказки и предания Самарского края», СПб., 2003), а также антологию текстов о животных в мировой традиционной словесности («Когда звери говорили: Триста семьдесят пять мифов, сказок, басен, анекдотов, легенд и преданий о животных», М.: Восточная литература, 2004).